# Гердсхаген
Гердсхаген (њем. Gerdshagen) општина је у њемачкој савезној држави Бранденбург. Једно је од 26 општинских средишта округа Пригниц. Према процјени из 2010. у општини је живјело 573 становника. Посједује регионалну шифру (AGS) 12070096.

## Географски и демографски подаци
Гердсхаген се налази у савезној држави Бранденбург у округу Пригниц. Општина се налази на надморској висини од 87 метара. Површина општине износи 22,6 km². У самом мјесту је, према процјени из 2010. године, живјело 573 становника. Просјечна густина становништва износи 25 становника/km².

## Међународна сарадња
| Мјесто | Држава    | Врста сарадње | Од    |
| ------ | --------- | ------------- | ----- |
|        | Француска | контакт       | 1991. |
|        | Чешка     | контакт       | 1975. |
| Извор  |           |               |       |